# Pedro Vargas Prada
Pour les articles homonymes, voir Vargas, Prada et Peirano.
Vargas-Prada  Peirano est un nom espagnol. Le premier nom de famille, en général paternel, est Vargas-Prada ; le second, en général maternel, souvent omis, est Peirano.
Le lieutenant général Pedro Luis Vargas-Prada Peirano, né le 27 septembre 1912 à Lima et mort le 15 avril 1997 dans la même ville, est un militaire péruvien, lieutenant général de la Force aérienne du Pérou et ministre de l'Aviation. Le 18 juillet 1962, 11 jours avant la fin du second gouvernement de Manuel Prado Ugarteche, il effectue un coup d'État (en) avec le chef des forces armées péruviennes Ricardo Pérez Godoy et le commandant de l'Armée péruvienne Nicolás Lindley López. Il occupe plusieurs postes administratifs comme ceux de premier et second vice-président (de facto), jusqu'à la dissolution de la junte militaire le 28 juillet 1963.

## Biographie
Pedro Vargas-Prada est le fils de Luis Manuel Vargas Prada et de Maria Esther Peirano Falconi. Il a deux frères, Julio Maximo, mort en bas âge, et Julio, qui deviendra avocat et diplomate. Il s'engage comme pilote militaire[Quand ?] et devient lieutenant général de la Force aérienne du Pérou. Le 18 juillet 1962, après que l'Armée péruvienne ait demandé une annulation des élections (en) dû à des irrégularités et le jury national des élections ait rejeté cette demande, un coup d'État est organisé. Une junte militaire est formée le même jour, avec Ricardo Pérez Godoy comme président et trois ministres. Nicolás Lindley est nommé ministre de la Guerre et président du Conseil des Ministres, Vargas-Prada devient ministre de l'Aviation et Juan Francisco Torres Matos est nommé ministre de la Marine. La junte militaire reste en place jusqu'aux prochaines élections en juillet 1963,. 
Il meurt le 15 avril 1997 à Lima. Il a marié une femme du nom d'Eva, avec qui il a deux filles.